# Финляндия на летних Олимпийских играх 2012
Финляндия на летних Олимпийских играх 2012 была представлена 55 спортсменами, выступившими в 13 видах спорта.
Знаменосцем финской команды на торжественном открытии летних олимпийских игр была наиболее титулованная участница — Ханна-Мария Сеппяля. Она стала первой женщиной-знаменосцем от Финляндии в истории летних олимпиад.
На открытии Олимпиады в Лондоне присутствовал президент Финляндии Саули Нийнистё с супругой Йенни Хаукио.
Премьер-министр Финляндии Юрки Катайнен также посетил Лондон, где от лица госсовета поддерживал на соревнованиях финских олимпийцев.
Финской телерадиокомпанией YLE было показано 450 часов олимпийских состязаний, а на радиоканале Yle Puhe прозвучало 200 часов спортивных программ, посвященных олимпиаде.

## Медалисты

### Серебро
| Серебро |             |                                |
| №       | Спортсмены  | Вид спорта (дисциплина)        |
| 1       | Туули Петяя | Парусный спорт (женщины, RS:X) |

### Бронза
| Бронза |                                             |                                          |
| №      | Спортсмены                                  | Вид спорта (дисциплина)                  |
| 1      | Силья Лехтинен Силья Канерва Микаэла Вульфф | Парусный спорт (женщины, Эллиотт)        |
| 2      | Антти Руусканен                             | Лёгкая атлетика (мужчины, метание копья) |

## Результаты соревнований

### Бадминтон
Спортсменов — 2
Мужчины
| Соревнование     | Спортсмены | Групповой этап | Групповой этап | Групповой этап | 1/8 финала    | 1/4 финала    | 1/2 финала    | Финал         | Финал |
| Соревнование     | Спортсмены | 1 матч         | 2 матч         | 3 матч         | 1/8 финала    | 1/4 финала    | 1/2 финала    | Финал         | Финал |
| Соревнование     | Спортсмены | Соперник Счёт  | Соперник Счёт  | Соперник Счёт  | Соперник Счёт | Соперник Счёт | Соперник Счёт | Соперник Счёт | Место |
| ---------------- | ---------- | -------------- | -------------- | -------------- | ------------- | ------------- | ------------- | ------------- | ----- |
| Одиночный разряд | Вилле Лонг |                |                |                |               |               |               |               |       |

Женщины
| Соревнование     | Спортсмены   | Групповой этап | Групповой этап | Групповой этап | 1/8 финала    | 1/4 финала    | 1/2 финала    | Финал         | Финал |
| Соревнование     | Спортсмены   | 1 матч         | 2 матч         | 3 матч         | 1/8 финала    | 1/4 финала    | 1/2 финала    | Финал         | Финал |
| Соревнование     | Спортсмены   | Соперник Счёт  | Соперник Счёт  | Соперник Счёт  | Соперник Счёт | Соперник Счёт | Соперник Счёт | Соперник Счёт | Место |
| ---------------- | ------------ | -------------- | -------------- | -------------- | ------------- | ------------- | ------------- | ------------- | ----- |
| Одиночный разряд | Ану Ниеминен |                |                |                |               |               |               |               |       |

### Водные виды спорта

#### Плавание
Спортсменов — 7
В следующий раунд на каждой дистанции проходят лучшие спортсмены по времени, независимо от места занятого в своём заплыве.
Мужчины
| Соревнование         | Спортсмен           | Предварительные заплывы | Предварительные заплывы | Полуфиналы           | Полуфиналы           | Финал                | Финал                |
| Соревнование         | Спортсмен           | Результат               | Место                   | Результат            | Место                | Результат            | Место                |
| -------------------- | ------------------- | ----------------------- | ----------------------- | -------------------- | -------------------- | -------------------- | -------------------- |
| 50 м вольный стиль   | Ари-Пекка Лиукконен | 22,57                   | 25                      | Завершил выступление | Завершил выступление | Завершил выступление | Завершил выступление |
| 1500 м вольный стиль | Матиас Коски        |                         |                         |                      |                      |                      |                      |
| 200 м брасс          | Матти Маттссон      |                         |                         |                      |                      |                      |                      |

### Дзюдо
Спортсменов — 3
Соревнования по дзюдо проводились по системе на выбывание. Утешительные встречи проводились между спортсменами, потерпевшими поражение в четвертьфинале турнира. Победители утешительных встреч встречались в схватке за 3-е место со спортсменами, проигравшими в полуфинале в противоположной половине турнирной сетки.
Мужчины
| Категория | Спортсмены         | 1/32 финала        | 1/16 финала                          | 1/8 финала                           | Четвертьфинал        | Полуфинал            | Финал                | Место |
| Категория | Спортсмены         | Соперник Результат | Соперник Результат                   | Соперник Результат                   | Соперник Результат   | Соперник Результат   | Соперник Результат   | Место |
| --------- | ------------------ | ------------------ | ------------------------------------ | ------------------------------------ | -------------------- | -------------------- | -------------------- | ----- |
| до 60 кг  | Вальттери Йоккинен | Не участвовал      | Яссин Мудатир (MAR) поб. 1000 — 0000 | Чхве Гван Хён (KOR) пор. 0000 — 0100 | Завершил выступление | Завершил выступление | Завершил выступление | 9     |

Женщины
| Категория | Спортсмены | 1/16 финала        | 1/8 финала         | Четвертьфинал      | Полуфинал          | Финал              | Место |
| Категория | Спортсмены | Соперник Результат | Соперник Результат | Соперник Результат | Соперник Результат | Соперник Результат | Место |
| --------- | ---------- | ------------------ | ------------------ | ------------------ | ------------------ | ------------------ | ----- |
| до 52 кг  |            |                    |                    |                    |                    |                    |       |
| до 63 кг  |            | Не участвовала     |                    |                    |                    |                    |       |

### Лёгкая атлетика
Спортсменов —
Мужчины
| Дисциплина      | Спортсмен       | Предварительный раунд | Предварительный раунд | Четвертьфиналы | Четвертьфиналы | Полуфиналы | Полуфиналы | Финал     | Финал  |
| Дисциплина      | Спортсмен       | Результат             | Место                 | Результат      | Место          | Результат  | Место      | Результат | Место  |
| --------------- | --------------- | --------------------- | --------------------- | -------------- | -------------- | ---------- | ---------- | --------- | ------ |
| 200 м           | Йонатан Остранд |                       |                       |                |                |            |            |           |        |
| 1500 м          | Никлас Санделлс | 3:42.67               | 11                    |                |                |            |            | не прошёл | -      |
| 3 000 м с/п     | Юкка Кескисало  | 8:29.13               | 4 Q                   |                |                |            |            | сошёл     | -      |
| ходьба на 20 км | Яркко Киннунен  |                       |                       |                |                |            |            |           |        |
| ходьба на 50 км | Антти Кемпас    |                       |                       |                |                |            |            |           |        |
| ходьба на 50 км | Яркко Киннунен  |                       |                       |                |                |            |            |           |        |
| марафон         | Юсси Утриайнен  |                       |                       |                |                |            |            |           |        |
| прыжки с шестом |                 |                       |                       |                |                |            |            |           |        |
| метание копья   | Антти Руусканен |                       |                       |                |                |            |            | 84,12 м   | Бронза |
| метание копья   | Теро Питкямяки  |                       |                       |                |                |            |            |           | 5      |
| метание копья   | Ари Маннио      |                       |                       |                |                |            |            |           | 11     |
| метание молота  |                 |                       |                       |                |                |            |            |           |        |

Женщины
| Дисциплина     | Спортсмен        | Предварительный раунд | Предварительный раунд | Четвертьфиналы | Четвертьфиналы | Полуфиналы | Полуфиналы | Финал     | Финал |
| Дисциплина     | Спортсмен        | Результат             | Место                 | Результат      | Место          | Результат  | Место      | Результат | Место |
| -------------- | ---------------- | --------------------- | --------------------- | -------------- | -------------- | ---------- | ---------- | --------- | ----- |
| марафон        | Леэна Пуотиниеми |                       |                       |                |                |            |            | 2:42:01   | 87    |
| метание молота |                  |                       |                       |                |                |            |            |           |       |

### Парусный спорт
Женщины
| Соревнование | Спортсмен    | Гонки | Гонки | Гонки | Гонки | Гонки | Гонки | Гонки | Гонки | Гонки | Гонки | Гонки | Очки | Финал   |
| Соревнование | Спортсмен    | 1     | 2     | 3     | 4     | 5     | 6     | 7     | 8     | 9     | 10    | M*    | Очки | Финал   |
| ------------ | ------------ | ----- | ----- | ----- | ----- | ----- | ----- | ----- | ----- | ----- | ----- | ----- | ---- | ------- |
| RS:X         | Туули Петяйя | 8     | 7     | 3     | 4     | 4     | 4     | 8     | 2     | 5     | 1     | 4     | 46   | Серебро |
| Лазер Радиал | Сари Мултала | 4     | 6     | 15    | 4     | 19    | 21    | 3     | 2     | 16    | 5     | 20    | 94   | 7       |

Командные соревнования
| Соревнование | Спортсмены                                  | Round Robin | Round Robin | Round Robin | Round Robin | Round Robin               | Round Robin    | Round Robin | Round Robin | Round Robin | Round Robin    | Round Robin | Место | Knockouts | Knockouts | Knockouts | Место  |
| Соревнование | Спортсмены                                  | Австралия   | Португалия  | Швеция      | Нидерланды  | Соединённые Штаты Америки | Великобритания | Испания     | Дания       | Россия      | Новая Зеландия | Франция     | Место | Q-final   | S-Final   | BM        | Место  |
| ------------ | ------------------------------------------- | ----------- | ----------- | ----------- | ----------- | ------------------------- | -------------- | ----------- | ----------- | ----------- | -------------- | ----------- | ----- | --------- | --------- | --------- | ------ |
| Эллиотт 6м   | Силья Канерва Силья Лехтинен Микаэла Вульфф | L           | W           | W           | L           | L                         | L              | W           | W           | L           | W              | W           | 5 Q   | W (3-1)   | L (1-2)   | W (3-1)   | Бронза |

### Стрельба
Мужчины
| Соревнование                       | Спортсмены | Квалификация | Квалификация | Финал | Всего     | Всего |
| Соревнование                       | Спортсмены | Результат    | Место        | Финал | Результат | Место |
| ---------------------------------- | ---------- | ------------ | ------------ | ----- | --------- | ----- |
| Пневматический пистолет, 10 метров |            |              |              |       |           |       |
|                                    |            |              |              |       |           |       |

Женщины
| Соревнование                       | Спортсмены | Квалификация | Квалификация | Финал | Всего     | Всего |
| Соревнование                       | Спортсмены | Результат    | Место        | Финал | Результат | Место |
| ---------------------------------- | ---------- | ------------ | ------------ | ----- | --------- | ----- |
| Пневматический пистолет, 10 метров |            |              |              |       |           |       |
|                                    |            |              |              |       |           |       |
| Трап                               |            |              |              |       |           |       |
|                                    |            |              |              |       |           |       |

### Тхэквондо
Спортсменов — 1
Женщины
| Соревнование | Спортсмен     | Турнир       | 1/8 финала                   | Четвертьфинал            | Полуфинал                  | Финал                      |
| Соревнование | Спортсмен     | Турнир       | Соперник Результат           | Соперник Результат       | Соперник Результат         | Соперник Результат         |
| ------------ | ------------- | ------------ | ---------------------------- | ------------------------ | -------------------------- | -------------------------- |
| до 57 кг     | Суви Микконен | За 1-е место | Бинета Дьедью (SEN) поб. 9—6 | Хоу Юйчжо (CHN) пор. 2—7 | Не прошла                  | Не прошла                  |
| до 57 кг     | Суви Микконен | За 3-е место |                              |                          | Диана Лопез (USA) поб. 9—4 | Цзэн Личэн (TPE) пор. 2—14 |

### Тяжёлая атлетика
Спортсменов — 1
Мужчины
| Категория | Спортсмен         | Вес   | Рывок | Рывок | Рывок | Толчок | Толчок | Толчок | Всего | Место |
| Категория | Спортсмен         | Вес   | 1     | 2     | 3     | 1      | 2      | 3      | Всего | Место |
| --------- | ----------------- | ----- | ----- | ----- | ----- | ------ | ------ | ------ | ----- | ----- |
| до 94 кг  | Миика Антти-Ройко | 93.63 | 140   | 140   | 140   | 180    | 180    | 185    | 320   | 19    |